# Babussalam (Marbau)
Babussalam is een bestuurslaag in het regentschap Labuhan Batu Utara van de provincie Noord-Sumatra, Indonesië. Babussalam telt 1753 inwoners (volkstelling 2010).